# Trybliographa mandibularis
Trybliographa mandibularis är en stekelart som först beskrevs av Zetterstedt 1840.  Trybliographa mandibularis ingår i släktet Trybliographa, och familjen glattsteklar. Arten är reproducerande i Sverige.